# Ам-Меллензее
Ам-Меллензее (нім. Am Mellensee) — громада в Німеччині, розташована в землі Бранденбург. Входить до складу району Тельтов-Флемінг.
Площа — 104,41 км2. Населення становить 6946 ос. (станом на 31 грудня 2020).

## Демографія
- Динаміка населення з 1875 року в сучасних кордонах (Синя лінія: населення; Пунктир: відносна порівняльна динаміка населення землі Бранденбург; Сірий фон: період Третього рейху; Помаранчевий фон: період НДР)
- Динаміка населення (синя лінія) і прогнози

| Рік  | Населення |
| ---- | --------- |
| 1875 | 3 716     |
| 1890 | 4 845     |
| 1910 | 6 328     |
| 1925 | 6 158     |
| 1939 | 9 954     |
| 1950 | 10 424    |
| 1964 | 9 420     |

| Рік  | Населення |
| ---- | --------- |
| 1971 | 9 138     |
| 1981 | 8 320     |
| 1985 | 8 153     |
| 1990 | 7 645     |
| 1995 | 7 296     |
| 2000 | 7 083     |
| 2005 | 6 695     |

| Рік  | Населення |
| ---- | --------- |
| 2010 | 6 479     |
| 2015 | 6 628     |
| 2016 | 6 685     |
| 2017 | 6 747     |
| 2018 | 6 797     |
| 2019 | 6 818     |
| 2020 | 6 946     |

Джерела даних вказані на Wikimedia Commons.

## Галерея

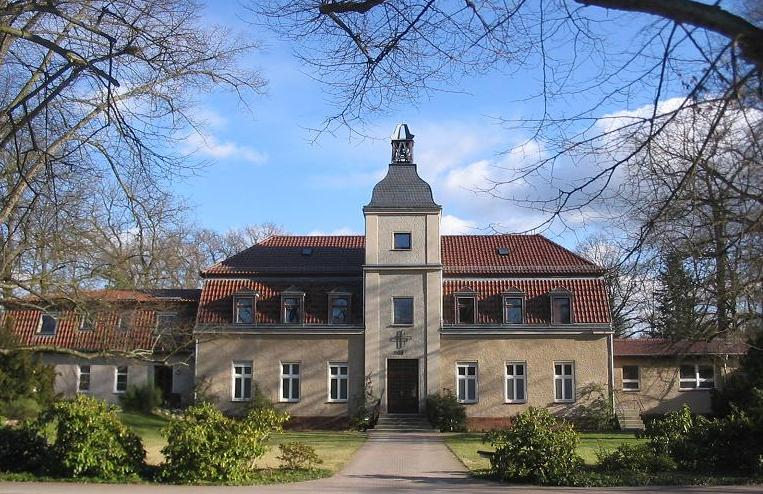